# 平方三角数

平方三角数 36 は三角数および四角数で表すことができる数である。

平方三角数（へいほうさんかくすう、英: square triangular number）は平方数のうち三角数でもある自然数である。例えば 36 は6番目の平方数 62 であり、また8番目の三角数 8(8+1)/2 でもあるので平方三角数である。平方三角数は無数にあり、最小のものは 1 である。
平方三角数を小さい順に列記すると
1, 36, 1225, 41616, 1413721, 48024900, 1631432881, 55420693056, …（オンライン整数列大辞典の数列 A1110）
となる。
k 番目の平方三角数 Nk は
{\displaystyle N_{k}={1 \over 32}\left(\left(1+{\sqrt {2}}\right)^{2k}-\left(1-{\sqrt {2}}\right)^{2k}\right)^{2}}
で与えられる。この公式は、1778年にオイラーが発見している。

## 公式の導出
ある自然数 N が n 番目の三角数かつ m 番目の四角数であるとすると、
{\displaystyle {\frac {1}{2}}n(n+1)=m^{2}}
である。両辺を8倍して平方完成することにより (2n + 1)2 = 8m2 + 1 となる。x = 2n + 1, y = 2m とおけば、ペル方程式 x2 - 2y2 = 1 を得る。その一般解 (xk, yk) は
{\displaystyle x_{k}\pm y_{k}{\sqrt {2}}=(1\pm {\sqrt {2}})^{2k}}
で与えられ、よって
{\displaystyle x_{k}={\frac {(1+{\sqrt {2}})^{2k}+(1-{\sqrt {2}})^{2k}}{2}}}
{\displaystyle y_{k}={\frac {(1+{\sqrt {2}})^{2k}-(1-{\sqrt {2}})^{2k}}{2{\sqrt {2}}}}}
である。したがって、k 番目の平方三角数 Nk = (yk/2)2 は冒頭の式で与えられる。

## その他の性質
Nk は漸化式
{\displaystyle N_{0}=0,\quad N_{1}=1,\quad N_{k+2}=34N_{k+1}-N_{k}+2}
を満たす。その母関数は
{\displaystyle {\frac {x(x+1)}{(1-x)(1-34x+x^{2})}}=x+36x^{2}+1225x^{3}+\cdots }
で与えられる。